# Alan Beith
Alan James, baron Beith, né le 20 avril 1943 à Poynton, est un homme politique britannique, député au Parlement du Royaume-Uni pour la circonscription de Berwick-upon-Tweed de 1973 à 2015.
Ancien chef adjoint du Parti libéral puis des libéraux-démocrates et président du National Liberal Club à Londres, le Lord Beith est nommé depuis 2015 pair à vie.

## Distinctions honorifiques
- - Baron à vie (2015)
- - Knight Bachelor (2008)

### Nominations académiques
- Hon DCL (Newcastle)
- Hon DCL (Northumbria)
- Hon DHL (Earlham)